# Пальмквист, Эрик
Эрик Пальмквист (швед. Erich Palmquist, также Erik Palmqvist; 1650—1676) — шведский военный инженер-фортификатор, участник посольства в Россию в 1673 году.

## Биография
Родился около 1650 года в семье шведского чиновника Густава Берга. Проходил обучение в Германии. В 1670 году, вернувшись в Швецию, был отправлен в Ригу, где работал специалистом в области фортификации. В 1673 году получил чин инженер-капитана. Работал под началом Эрика Дальберга, от которого получил глубокие познания в области фортификации, а также освоил технику рисования. В 1673—1674 годах был участником шведского посольства в Россию, после возвращения из которого получил чин генерал-квартирмейстера. Во время Сконской войны руководил строительством укреплений в Карлсхамне и Фрисхольме, во время которого он был захвачен датчанами. Умер в датском плену в 1676 году.

## Посольство в Россию

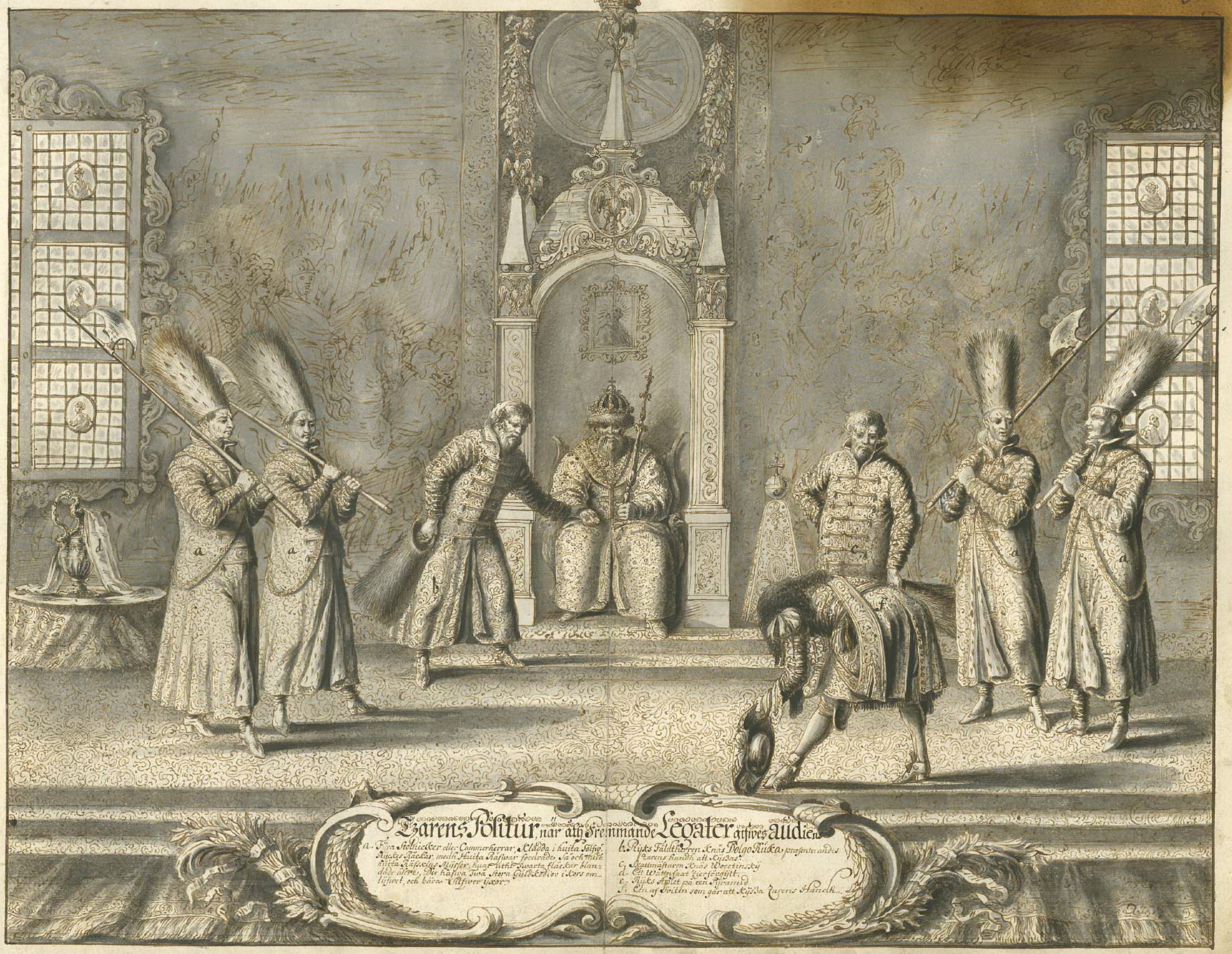
Приём шведского посольства Алексеем Михайловичем

В 1673 году в Россию прибыло шведское посольство, возглавленное графом Густавом Оксеншерной. Его целью было уточнение положений Кардисского договора, решение торговых вопросов и заключение союза между Швецией и Россией. Дополнительной задачей посольства был сбор сведений о русских вооружённых силах и фортификации. Для этих целей к посольству и был прикомандирован Эрик Пальмквист, который тщательно зафиксировал свои наблюдения в альбоме, который известен как «Заметки о России». Этот альбом содержит 53 рисунка, 16 географических карт и планов городов, а также обширные комментарии. Предполагаемым автором рисунков был известный гравер Герман Падбрюгге.
Рисунки разделены на 2 категории. К первой относятся 42 рисунка, изображающие виды городов, русские пейзажи, сцены русского быта. Ко второй — 8 чертежей, на которых изображены здания и артиллерийские орудия.
Из 16 карт альбома 3 карты и 6 планов составлены Пальмквистом, а остальные 2 плана и 5 карт заимствованы им из других источников.
В альбоме Пальмквиста присутствуют изображения с подробным описанием сухопутного и водного пути от Нарвы к Новгороду, а также из Ниена, и Нотебурга до Новгорода, с перечислением близлежащих селений. Содержатся планы Новгорода, Торжка, Твери, Пскова, Печорского монастыря. К числу чертежей, основанных на других источниках (в частности, заимствованных у Олеария), относятся планы Москвы, Терской крепости, карты побережья Белого моря и Ледовитого океана, Волги, Каспийское море, а также карта, изображающая Сибирь, скопированная с чертежа П.И. Годунова.

Текст заметок написан скорописью на языке, называемым ранним новошведским. В нём Пальмквист уделяет внимание не только военным и географическим, но и социально-бытовым аспектам. Своё мнение о русских он изложил следующим образом: 
«Русские обладают необыкновенной физической крепостью, очень способны к труду, но при этом крайне ленивы и охотнее всего предаются разгулу, до тех пор, пока нужда не заставит их взяться за дело. Ничто не идет более к русскому характеру, как торговать, барышничать, обманывать, потому что честность русского редко может устоять перед деньгами; он так жаден и корыстолюбив, что считает всякую прибыль честной. Русский не имеет понятия о правдивости и видит во лжи только прикрасу; он столь искусно умеет притворяться, что большею частью нужно употребить много усилий, чтобы не быть им обманутым. Русский по природе очень способен ко всем ремеслам и может изворачиваться при самых скудных средствах. Купец, или солдат, отправляясь в дорогу, довольствуются тем, что берут с собой сумку с овсяной мукой, из которой они и приготовляют себе обед, взяв несколько ложек муки и смешав её с водой; такая смесь служит им и напитком и кушаньем».

## Публикации
Факсимильное издание оригинальной рукописи 1674 года было издано в Стокгольме в 1898 году под названием Någre widh sidste Kongl.: Ambassaden till tzaren i Muskou giorde observationer öfwer Ryszlandh, des Wägar, Pasz meds Fästningar och Gräntzer («Посольство к царю в Москву и некоторые наблюдения в России за дорогами, крепостями и границами»). В 1840 году историк А.В. Висковатов использовал пять изображений Пальмквиста в своём сочинении «Историческое описание одежды и вооружения русских войск». Первое упоминание об этой рукописи в России было опубликовано академиком Я.К. Гротом в Московских ведомостях 1881 года и в следующем году напечатано в Историческом вестнике под названием «Шведское посольство в России в 1674 году». В издании «Археологических известий и заметок» Московского археологического общества, в 1899 году была опубликована статья «Известия Пальмквиста о России». В 1902 году член Тверской учёной архивной комиссии Михаил Васильевич Рубцов выпустил труд «Тверь в 1674 году, по Пальмквисту».
В 2012 году в Москве было выпущено издание «Заметок о России, сделанные Эриком Пальмквистом в 1674 году», текст продублирован на русском, английском и шведском языках. В подготовке публикации принимали участие Санкт-Петербургский институт истории РАН, Институт славистики Стокгольмского университета и Государственный архив Швеции.

## Галерея

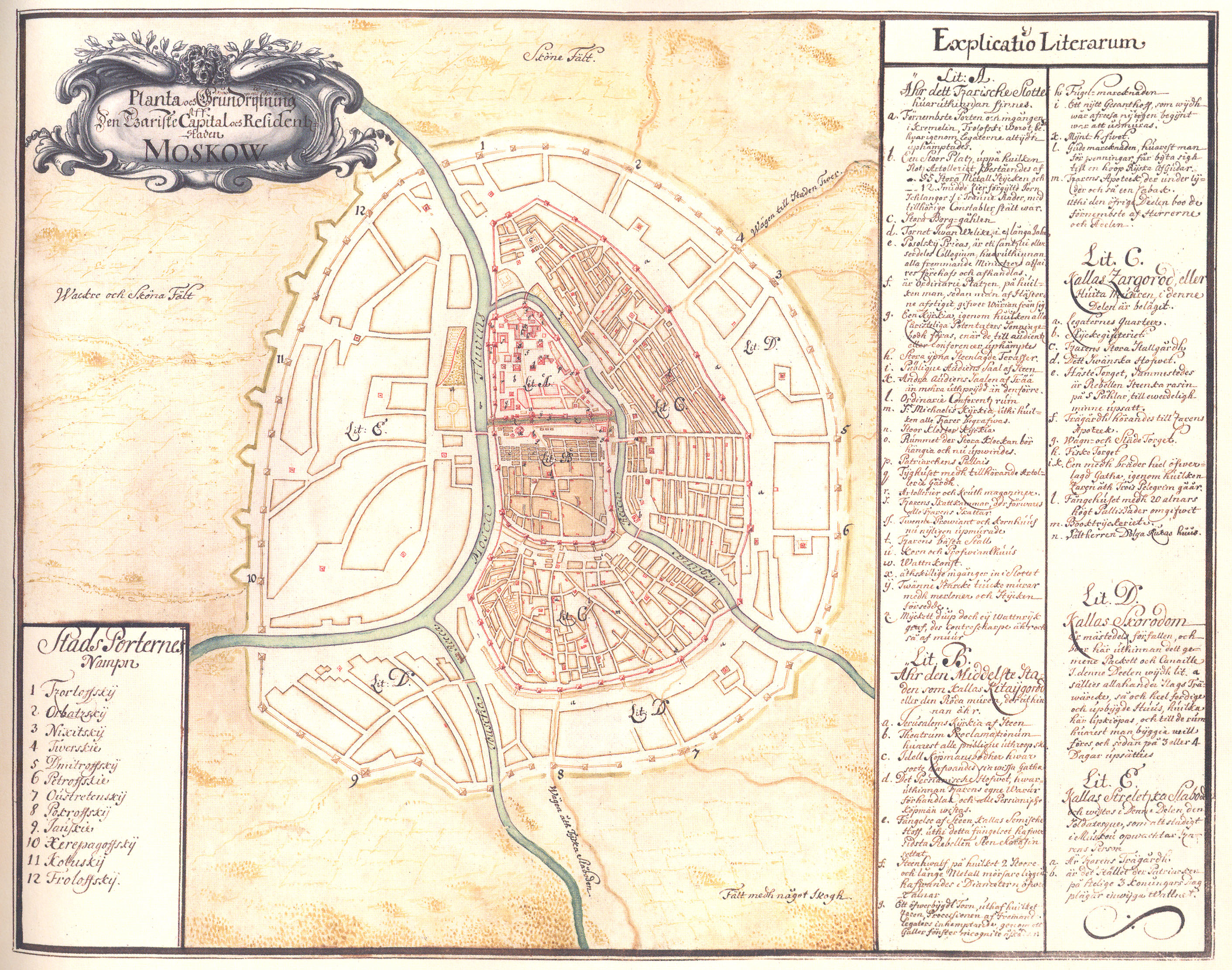
План Москвы
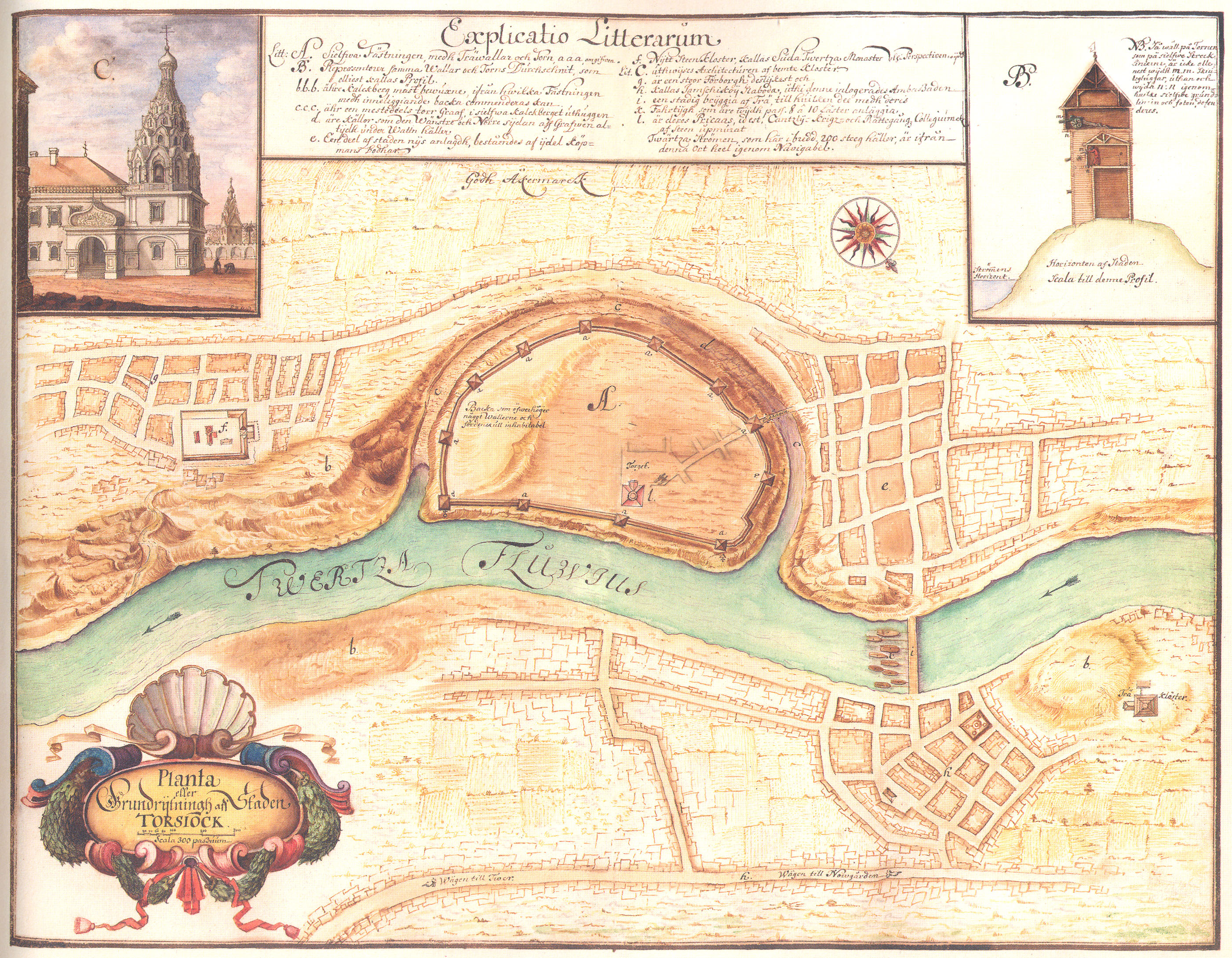
План города Торжок
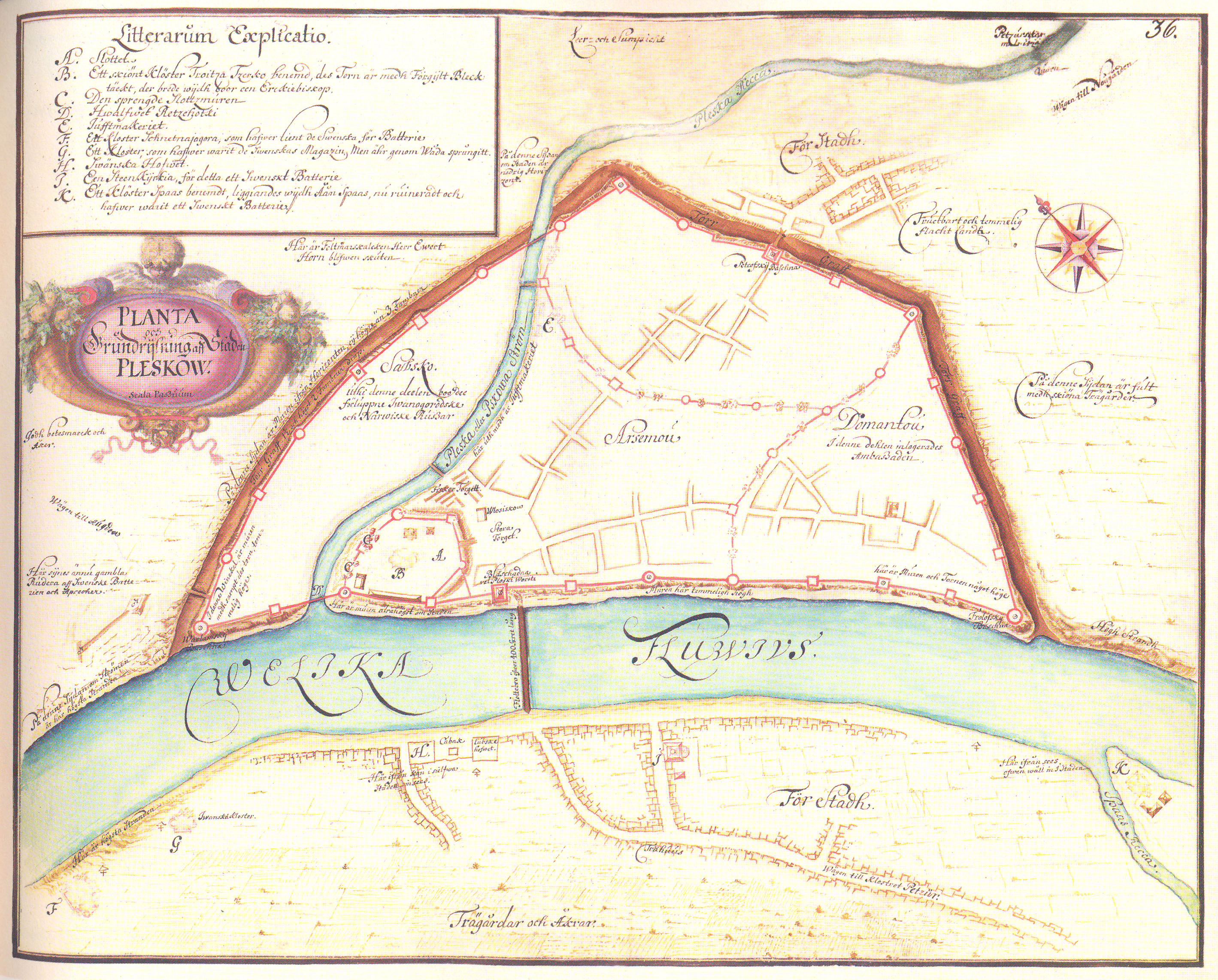
План Пскова
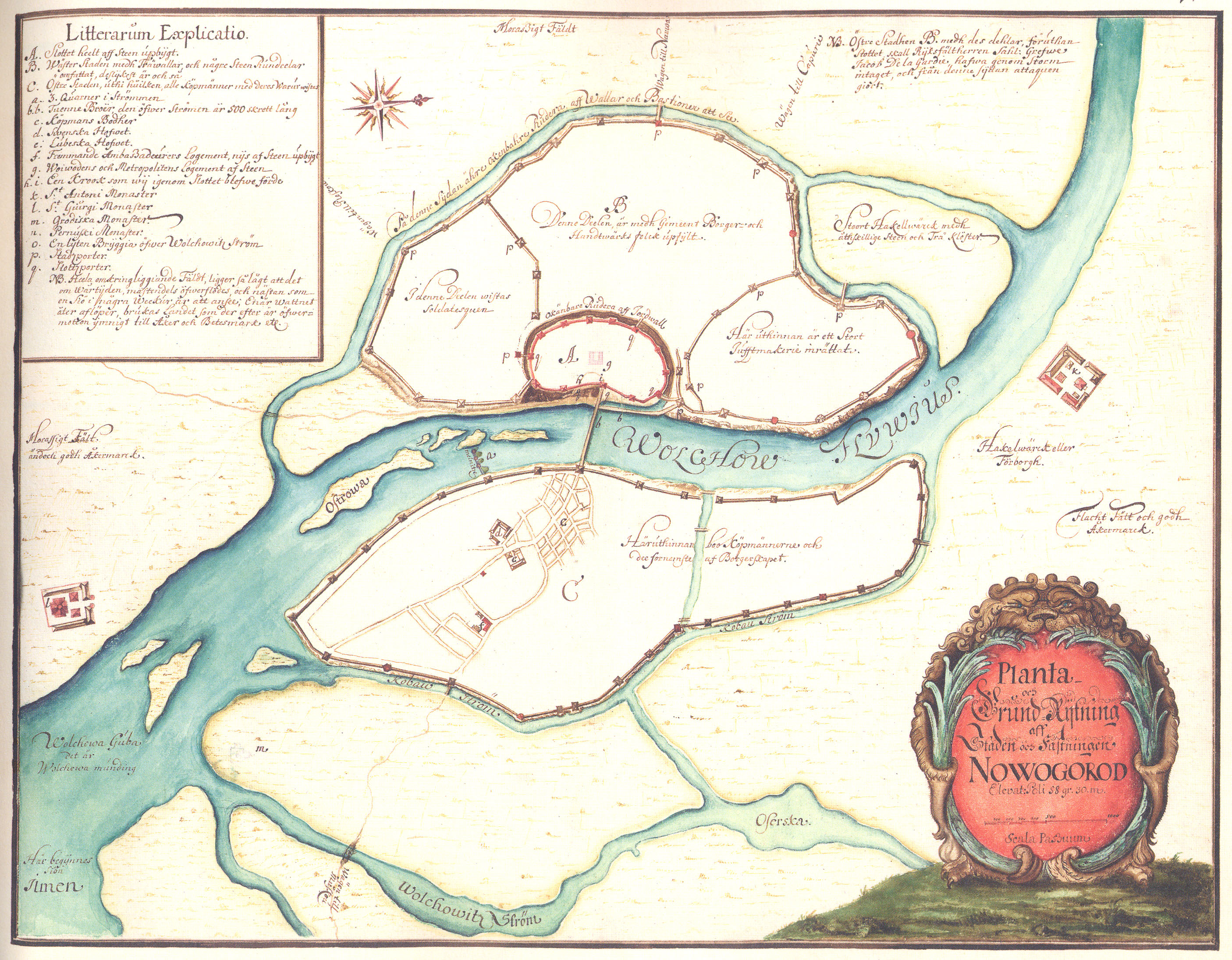
План Новгорода
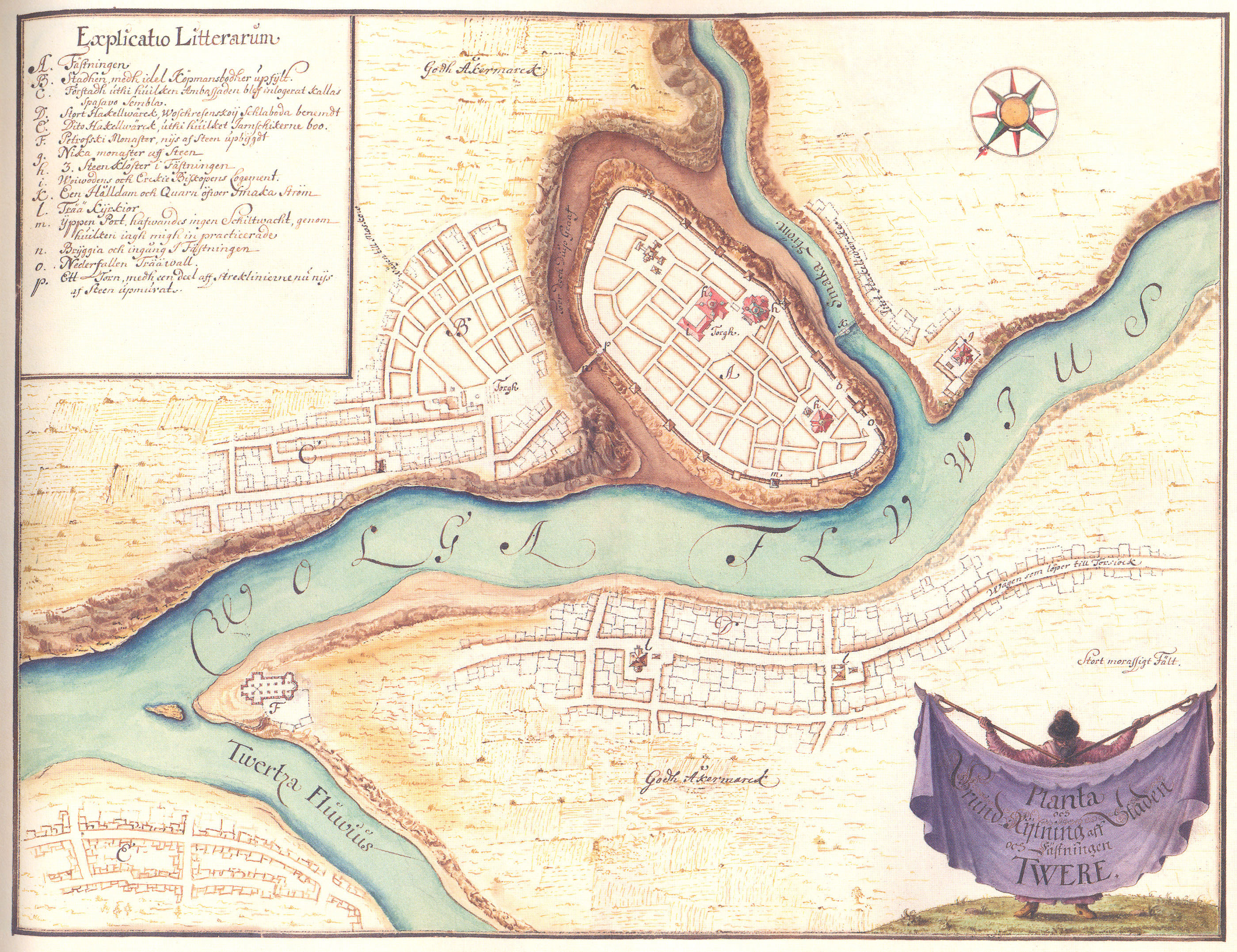
План Твери
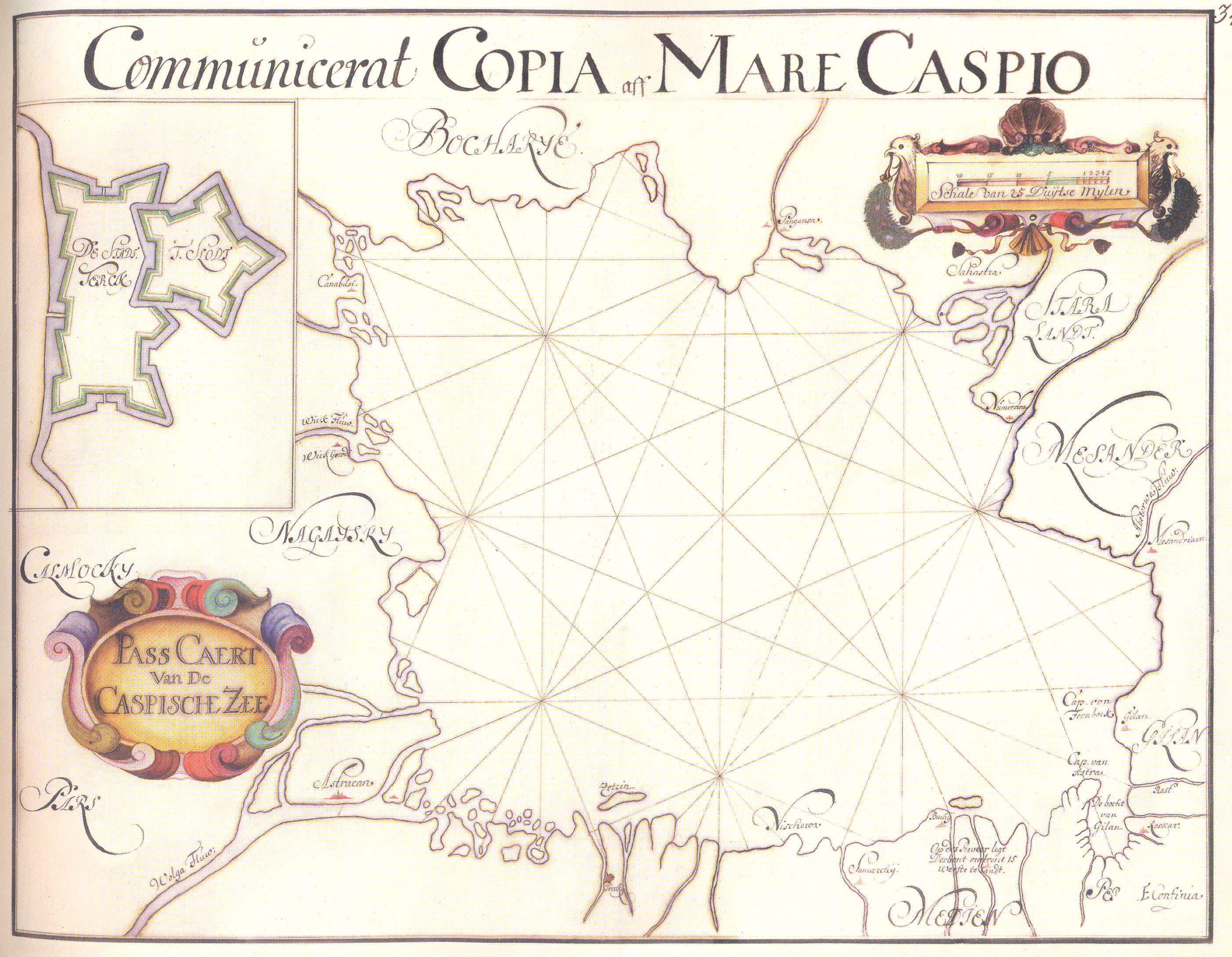
План Каспийского моря
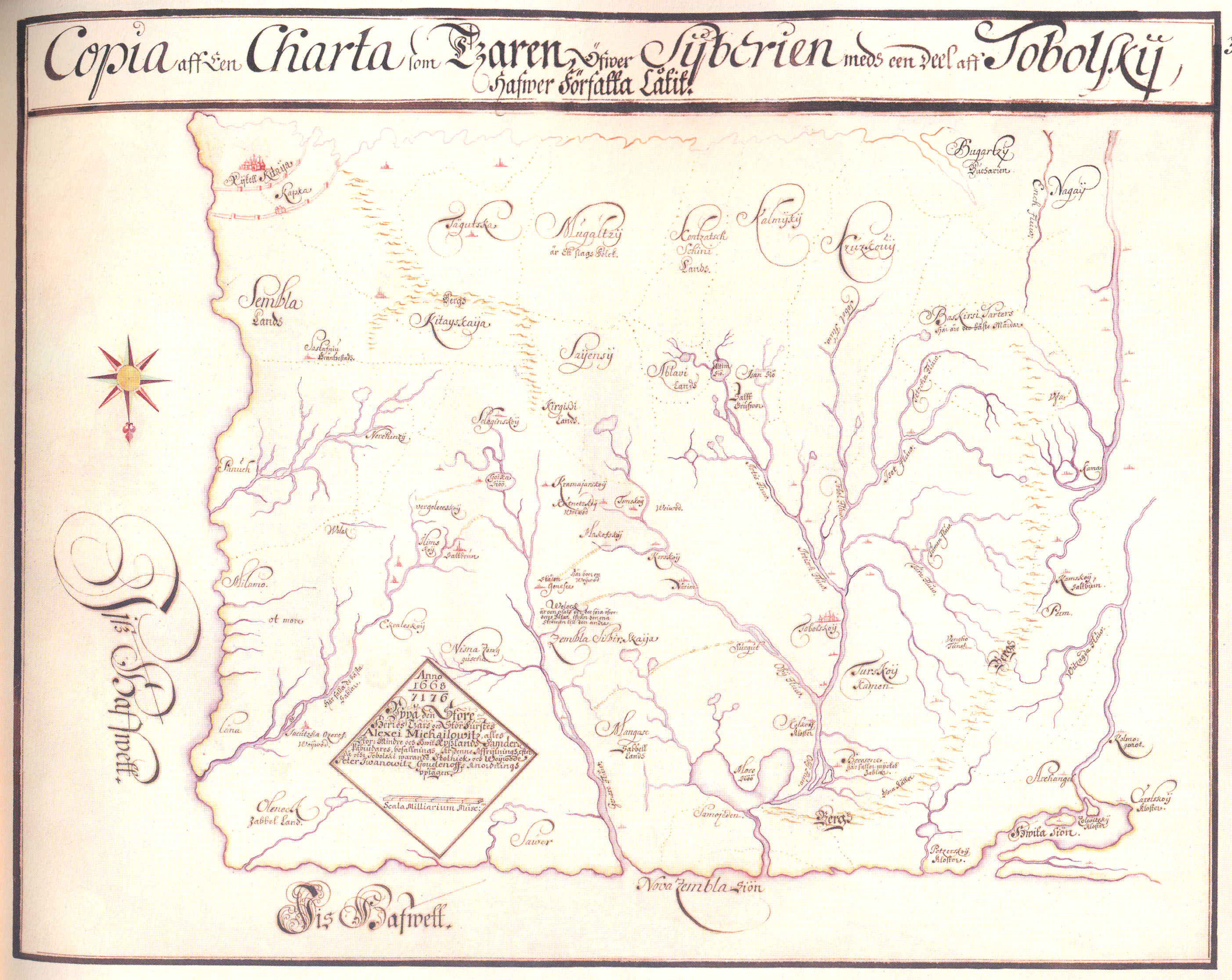
Карта Сибири